# Reynolds County
Reynolds County is een county in de Amerikaanse staat Missouri.
De county heeft een landoppervlakte van 2.101 km² en telt 6.689 inwoners (volkstelling 2000). De hoofdplaats is Centerville.